# Raoul Koczalski
Armand Georg Raoul von Koczalski (Varsòvia, 3 de gener de 1884 - Poznań, 24 de novembre de 1948) fou un compositor polonès.
Fou considerat com un dels més grans intèrprets de la música de Frédéric Chopin i un dels més grans pianistes de la seva època. Es va complir la promesa que feu d'infant (de nen prodigi passà a convertir-se en un dels grans pianistes de la seva època). Els primers estudis de la carrera els hi ensenyà la seva mare, i més tard passà a mans del professor Julian Godomski; va fer la primera aparició pública el 1888, als quatre anys, llavors els seus pares el portaren a estudiar amb Anton Rubinstein, el qual va entreveure la possibilitat d'una bona carrera artística. A l'edat de set anys ja féu els primers concerts i als 9 anys tocava en les principals ciutats europees ja qualificat un virtuós. El seu concert número mil el donà a Leipzig l'any 1896 als 12 anys. Per aquelles dates ja havia rebut premis tals com l'Orde del Lleó i el Sol (de la dinastia Qajar Xa de Pèrsia, i el títol del Tribunal Pianista (rei Alfons XII d'Espanya) a més d'una medalla del soldà turc.
Durant la Primera Guerra Mundial fou internat a Alemanya. Durant els anys següents, de 1918 a 1930 residí a Alemanya on era molt estimat sobretot com a intèrpret de Chopin. Durant aquest període realitzà gires per França, Itàlia i Polònia, però -malgrat les moltes invitacions- mai va voler anar als Estats Units.
Durant la Segona Guerra Mundial tornà a ser internat en un camp de concentració, i el 1945 se n'anà a viure a Poznàn, en acceptar un lloc com a professor de l'Escola Superior de Música. Com a artista, l'obra completa de Frédéric Chopin i les sonates de Ludwig van Beethoven restaven en el centre del seu repertori molt ample dels gèneres clàssic i romàntic.
Entre els seus alumnes més coneguts hi va haver Detlew Kraus, Monique de La Bruchollerie, Hanna-Rudnicka Kruszewska, Wanda Losakiewicz i Irena Wyrzykowska - Mondelska compositors.

## Obres
Va escriure moltes obres però publicades només en consten unes dues-centes, simfònica i de cambra, concerts, òperes i ballets, composicions per a piano i cançons.
- Symphonische Legende vom Könige Boleslaus dem Kühnen und Bischof Stanislaus dem Heiligen (im Jahre 1879): per a orquestra (composta 1894), publ. Leipzig: Pabst, c.1900.
- Rymond: Òpera en 3 actes (6 escenes), llibret per Alexander Graf Predro. (Estrenada, 14 Octubre 1902, Elberfeld), publ. Leipzig 1902.
- Die Sühne: (The Expiation): una Tragèdia en un acte. (Estrenada, 1909 (Mülhausen, França)), publ. Leipzig: Pabst, c.1907.
- 24 Preludis, Op. 28
- Concert per a piano: Op. 83
- Rilke-Heft; 4 cançons amb texts de Rainer Maria Rilke, Op. 102
- Rilke-Heft; 4 cançons amb texts de Rainer Maria Rilke, Op. 116
- Semrud: uns Contes d'Orient, en 5 escenes i un preludi (Text basat en diverses històries de Les mil i una nits amb sketches dramàtics per Benno Ziegler,
- Der betrogene Kadi; per Christoph W. Gluck, Op. 118
- Aus dem west-östlichen Divan, 21 poemes per Goethe sèrie de cançons i duets per a soprano i baríton, Op. 12.
- Legende Núm. 1, Op. 127
- Piano Sonata No. 8: Op. 143, publ. Poznan: Koczalski, c.1940
- Sonatina per a piano: Op. 146
- 3 Nocturnes: Op. 147